# Hammam El Soltane

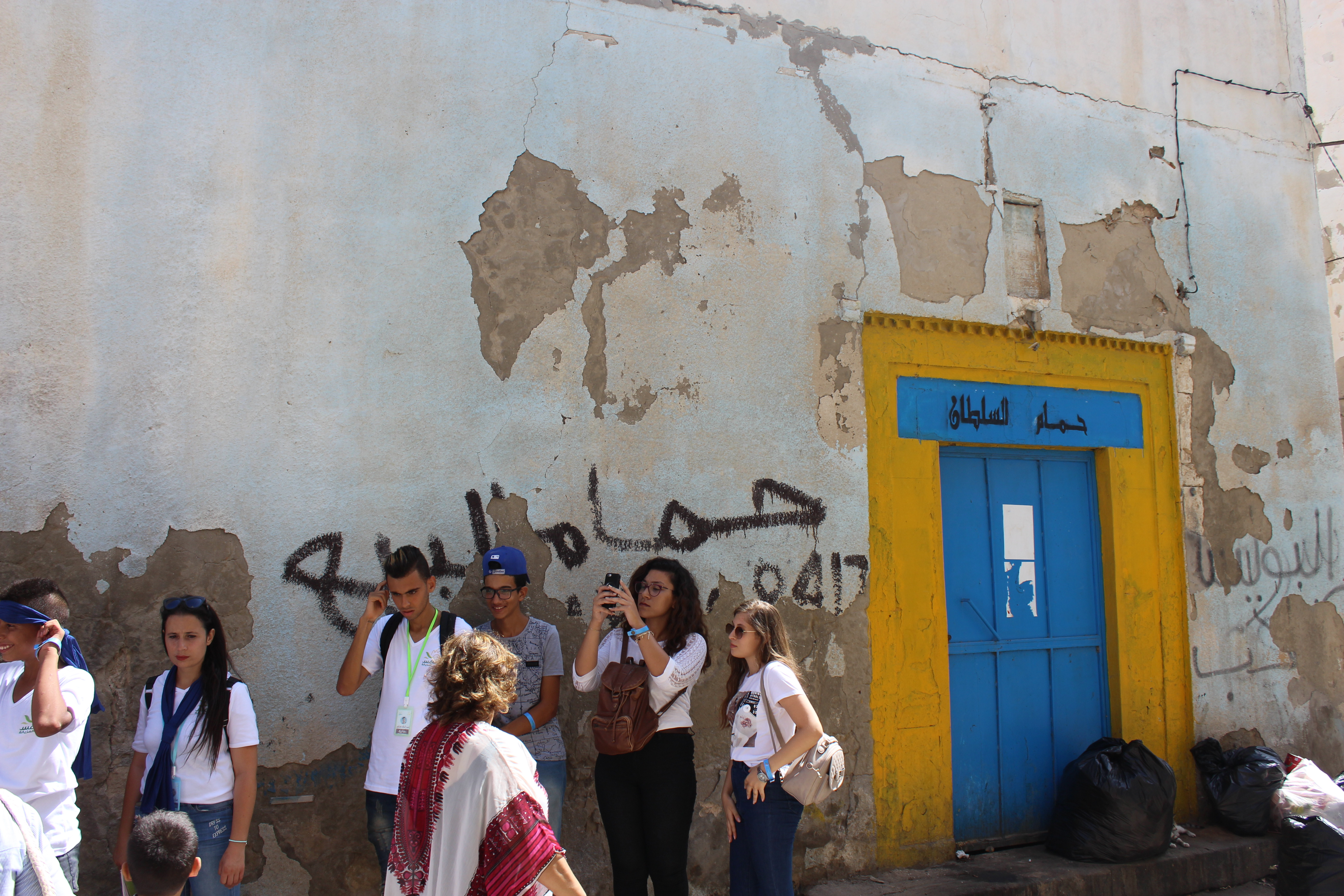
Façade du hammam El Soltane

Le hammam El Soltane (arabe : حمام السلطان), littéralement « hammam du sultan », est l'un des hammams les plus connus de la médina de Sfax. Actuellement non occupé, l'édifice est dans un état très délabré.

## Localisation
Le hammam donne sur la rue de la Driba dans la partie orientale de la médina de Sfax, non loin de la mosquée Sidi Lakhmi et du Dar Jallouli (ancienne demeure reconvertie en musée).

## Histoire
Les sources écrites ne retiennent pas une date exacte pour la construction de ce hammam. Pour la tradition populaire, l'édifice remonterait au règne aghlabide. Néanmoins, une inscription épigraphique plaquée au-dessus de l'entrée de l'édifice commémore la restauration du monument par le maître-maçon Mohamed El Kotti en 1649, à l'époque des beys mouradites.
La même source mentionne l'existence d'un passage souterrain secret entre le hammam et Dar Essebii, la maison de l'un des gouverneurs de la ville de Sfax.

Le texte de l'inscription est le suivant : 

« Au nom du Dieu le Clément le Miséricordieux. Dieu bénisse notre seigneur Muhammad et sa famille. Ce béni hammam a été restauré [par les soins] de son propriétaire, l'honoré, l'illustre Abd Allah Muhammad fils de feu Ubaid Allah al Siala. L'a construit le maître Muhammad, fils de Muhammad al Qutti et l'a embelli son fils, Muhammad au mois de Safar de l'année mille cinquante-neuf [février 1649]. »

## Étymologie
Les sources historiques associent ce hammam à des faits marquants dans l'histoire de la médina. En effet, deux gouverneurs de la ville auraient été assassinés dans cet édifice : Mansour al-Barghouati au milieu du XIe siècle et Umar al-Hafsi à la fin du XIVe siècle. Ceci a donné au bâtiment le nom de hammam El Soltane, ce qui veut dire « hammam du sultan ».

## Description
On accède au hammam par une porte d'entrée surmontée d'une inscription épigraphique. Cette entrée en chicane donne sur un petit vestibule d'accueil, qui donne accès aux cellules du hammam.
La salle principale assez vaste est de forme carrée, avec 6,5 mètres de côté. Elle est couverte par une coupole au centre et par des voûtes en berceau de part et d'autre. La coupole est de composition tripartite constituée d'une base rectangulaire, d'un tambour octogonal et d'une calotte hémisphérique. Les voûtes, orientées Nord-Sud, ont une longueur dépassant les quatorze mètres et une largeur de quatre.

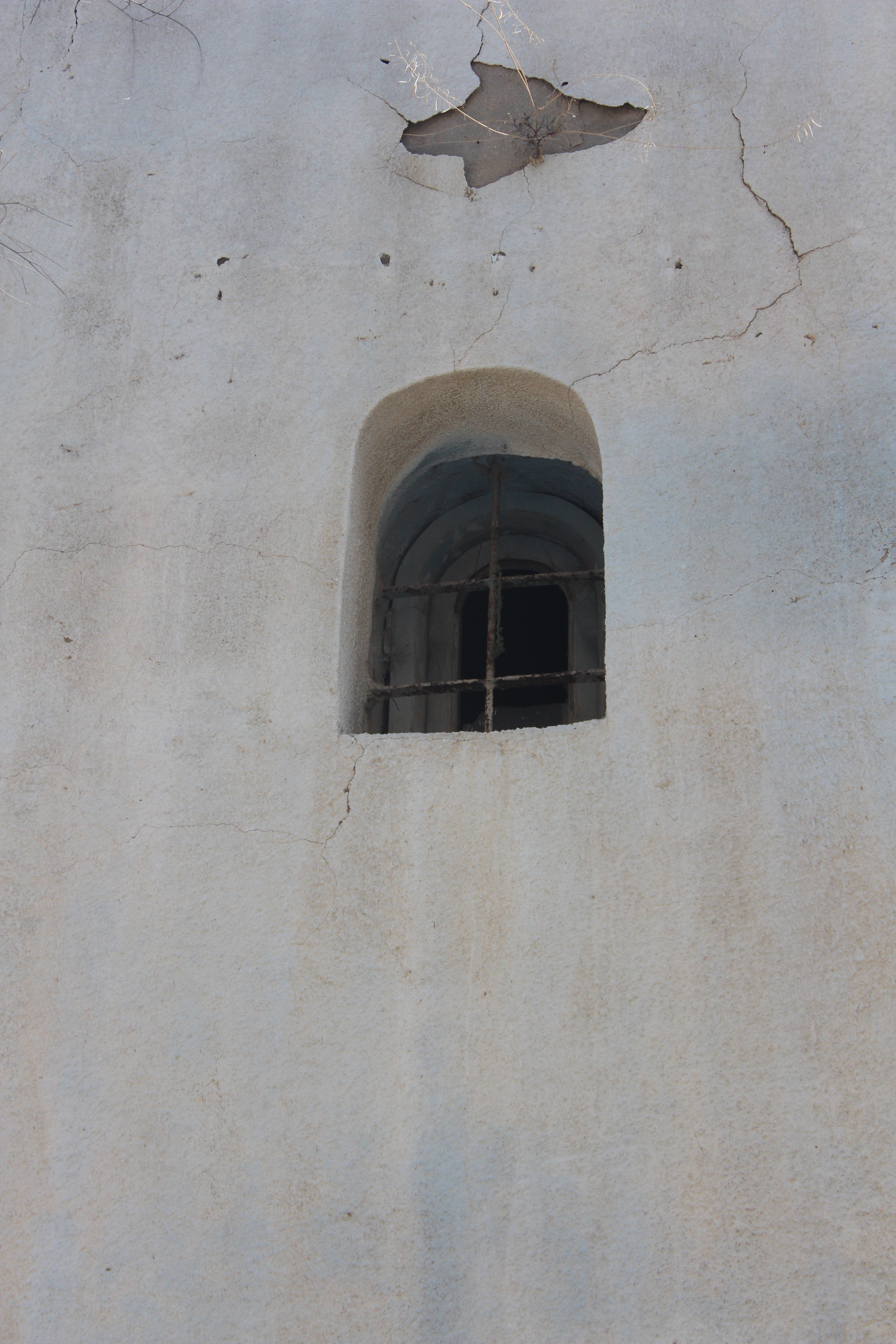
Fenêtre du hammam
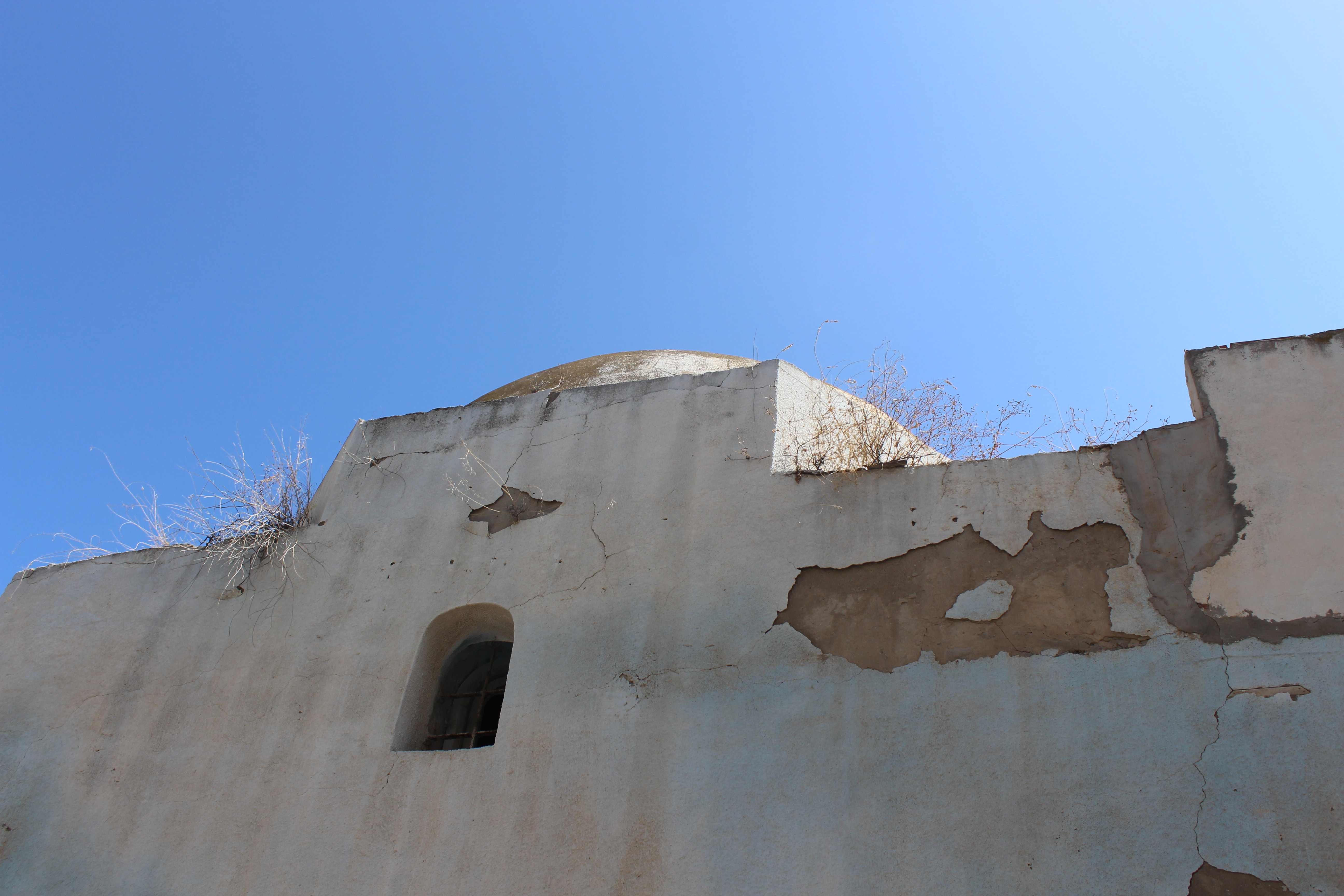
Dôme du hammam